# Wojciech Bartecki

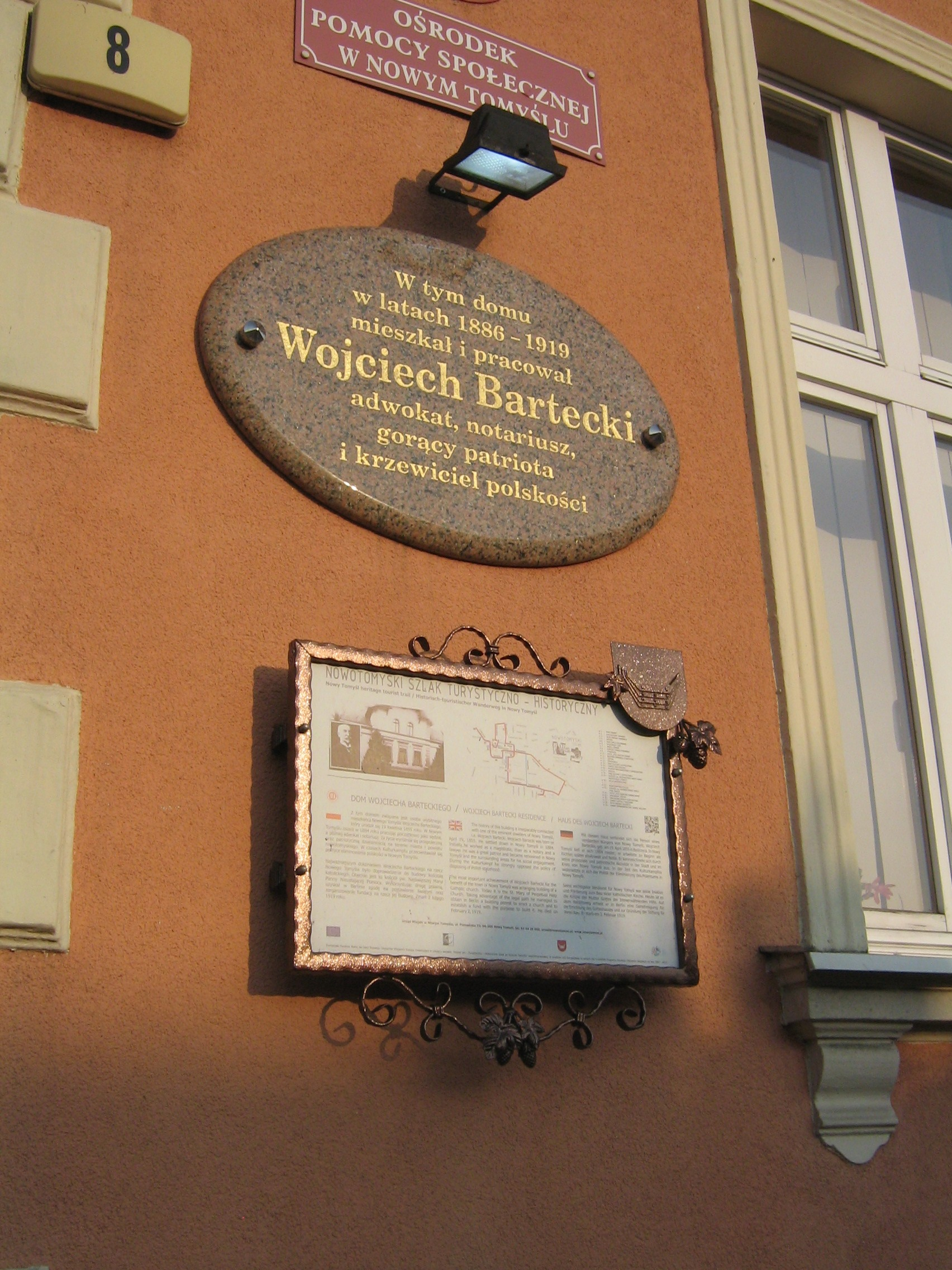
Tablica pamiątkowa w Nowym Tomyślu

Wojciech Bartecki (ur. w 1855, zm. w 1919) – polski działacz narodowy w zaborze pruskim, adwokat i notariusz.

## Życiorys
Ukończył Gimnazjum św. Marii Magdaleny w Poznaniu, a następnie studia prawnicze we Wrocławiu. W 1884 r. osiadł w Nowym Tomyślu, gdzie początkowo pracował jako sędzia, a potem jako notariusz i adwokat. W trudnych czasach Kulturkampfu doprowadził do budowy świątyni katolickiej w tym mieście.
Później zabiegał każdorazowo o przysyłanie do Nowego Tomyśla księdza-Polaka. Za działalność na rzecz utrzymania polskości podlegał stałej kontroli policyjnej. 
Zmarł dwa miesiące po oswobodzeniu Nowego Tomyśla przez powstańców wielkopolskich. Uczczono go tablicą pamiątkową przy ul. Piłsudskiego oraz nazwą sąsiedniej ulicy.